# Géza Csáth
Géza Csáth (n. 1887 – d. 1919) a fost un scriitor maghiar.